# ديمتري بورودين
ديمتري بورودين (بالروسية: Дмитрий Владимирович Бородин)‏ (8 أكتوبر 1977 بسانت بطرسبرغ في روسيا - ) هو لاعب كرة قدم روسي في مركز حراسة المرمى. لعب مع أنجي محج قلعة وتوربيدو موسكو وزينيت سانت بطرسبرغ وسيبير نوفوسيبيريسك وFC Lokomotiv Saint Petersburg ‏ ونادي خيمكي.

## وصلات خارجية
- ديمتري بورودين على موقع الاتحاد الأوربي (الإنجليزية)
- ديمتري بورودين على موقع قاعدة بيانات كرة القدم.إي يو (الإنجليزية)
- ديمتري بورودين على موقع Soccerway.com (الإنجليزية)
- ديمتري بورودين على موقع عالم كرة القدم.نت (الإنجليزية)
- ديمتري بورودين على موقع AS.com (الإسبانية)